# Charles Gabeau
Charles-Hippolyte Gabeau (3 juillet 1831, Coudray-Macouard - 29 juin 1918, abbaye de Fontaine-les-Blanches (Autrèche)), est un interprète et écrivain français.

## Biographie
Charles Gabeau est le fils d'Armand-Pierre Gabeau, officier d'infanterie, et d'Anne-Marguerite-Rosalie du Baut (nièce de l'abbé Henri Dubaut), et le frère de l'historien Alfred Gabeau (propriétaire de l'hôtel Gabeau à Amboise).
Il étudia au lycée de Tours, puis la langue arabe et fut attaché au château d'Amboise pour le service de l'émir Abd el-Kader ; il assista à la mise en liberté de ce prince et l'accompagna à Constantinople et à Brousse.
Interprète principal détaché au ministère de la Guerre, il est commissaire délégué de l'empereur Moulay Hassan, sultan du Maroc, à l'Exposition universelle de 1889 et membre du Jury international.
Il hérite en 1861, au décès de son père, de l'abbaye de Fontaine-les-Blanches, acquis par son grand-père maternelle, Guillaume-Gabriel-Marie du Baut. Il est maire d'Autrèche de 1892 à 1912.
Correspondant de la Société archéologique de Touraine, il était membre du Conseil de perfectionnement de l'École spéciale des langues orientales vivantes.
Il avait épousé la fille du diplomate Laurent-Charles Féraud.

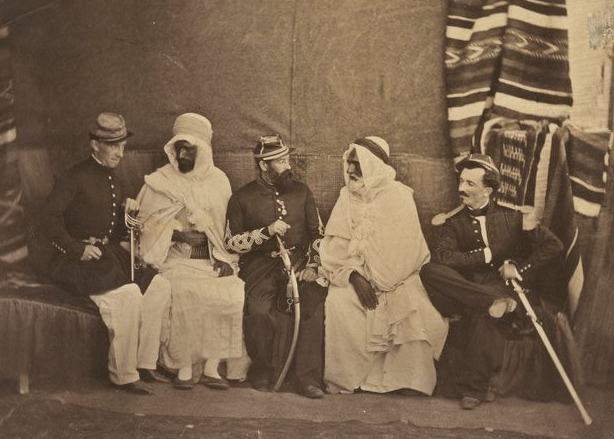
Gabeau, El Hadj Mustapha, Couté, El Arbi Ben Yousef, Becquet (Oran, 1856-1857).
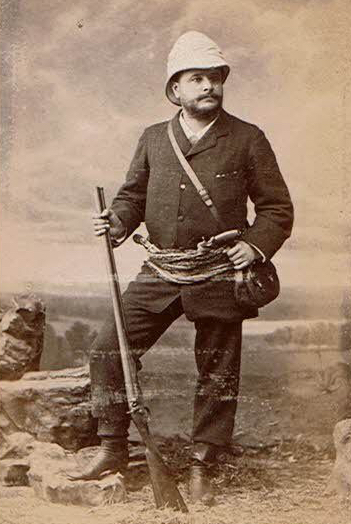
Charles Gabeau (vers 1880).

## Publications
- Vocabulaire destiné à fixer la transcription en français des noms de personnes et de lieux usités chez les indigènes de l'Algérie ... (avec William Mac Guckin de Slane, 1868)

## Sources
- Henry Carnoy, Dictionnaire biographique international des écrivains, 1987
- Mohand Cherif Sahli, L'Émir Abdelkader : mythes français et réalités algériennes, 1988
- Meriem Mahmoudi, L'Emir face à la soldatesque coloniale